# Marija Braut
Marija Braut (rođ. Kračun; Celje, 7. kolovoza 1929. – Zagreb, 1. srpnja 2015.) bila je hrvatska fotografkinja i jedna od najznačajnijih umjetničkih nasljednica tzv. Zagrebačke škole fotografije.  

## Životopis
Marija Braut rođena je 1929. u Celju. U Zagreb se doselila 1941. te je tu maturirala i započela studij arhitekture. Fotografijom se počela baviti 1967. u ateljeu Toše Dabca, najprije kao učenica, a poslije i suradnica toga našega najpoznatijega predstavnika tzv. Zagrebačke škole fotografije. Prvu samostalnu izložbu imala je 1969. u galeriji zagrebačkoga Studentskoga centra, a iste godine postaje i članicom ULUPUH-a.
Radila je u Galerijama grada Zagreba (današnjem Muzeju suvremene umjetnosti), za čije je potrebe snimala slike za kataloge te portrete mnogih umjetnika. Od 1972. djelovala je kao samostalna umjetnica. Svoje umjetničke fotografije izlagala je na više od stotinu samostalnih i skupnih izložbi, a mnoge su joj fotografije objavljivane i u novinama te specijaliziranim časopisima. Kao fotografkinja je surađivala i s mnogim hrvatskim kazalištima i festivalima, primjerice Hrvatskim narodnim kazalištem u Zagrebu, Zagrebačkim kazalištem mladih, Gradskim dramskim kazalištem Gavella i Satiričkim kazalištem Kerempuh te Dubrovačkim ljetnim igrama.
O životu i umjetničkom radu Marije Braut snimljen je 2009. godine i dokumentarni film "Marija hoda tiho". Posljednja velika izložba njezinih do tada nepoznatih i rjeđe izlaganih fotografija nazvana je Nepoznati Zagreb Marije Braut i priređena u zagrebačkom Umjetničkom paviljonu 2014. godine. Njezine fotografije i na tisuće negativa čuvaju se u zbirkama mnogih zagrebačkih muzeja, Hrvatskom državnom arhivu, Hrvatskoj akademiji znanosti i umjetnosti, Ministarstvu obrane Republike Hrvatske i drugdje.
Marija Braut dobitnica je mnogih nagrada i priznanja, među kojima i nagrade Grada Zagreba (1972.) i nagrade za životno djelo Hrvatske udruge likovnih umjetnika primijenjenih umjetnosti (2008.).

## Popis monografija
- Zdravo maleni, Šibenik 1980.
- Maksimir, Zagreb 1982.
- Dagomys INGRA, Zagreb 1983.
- Zagreb – moj grad, Globus/Mladinska knjiga, Zagreb 1987.
- Dubrovnik – jedno lice rata, 1994.
- Maksimir 200, Grad Zagreb, Zagreb 1994.
- Dubrovnik ponovljen, LMN d.o.o. 2001.
- Marija Braut – Retrospektiva, Marina Viculin, Galerija Klovićevi dvori 2001.
- Marija Braut – fotografije 1967. – 2005., Ive Šimat Banov, 2006.
- Marija Braut – Moj Zagreb u koloru, Iva Prosoli, Muzej grada Zagreba 2009.
- Novi Zagreb Jučer / Marija Braut i Mario Rozić, Anita Zlomislić, Centar za kulturu Novi Zagreb 2012.[8]

## Vanjske poveznice
- Marija Braut – službene stranice  Arhivirana inačica izvorne stranice od 3. srpnja 2015. (Wayback Machine)
- VoxFeminae.net – Ivona Siničković: »Marija Braut: Fotografija me znala dovesti u najneobičnija stanja i na najneobičnija mjesta« (intervju)
- Umjetnički paviljon u Zagrebu: Nepoznati Zagreb Marije Braut  Arhivirana inačica izvorne stranice od 6. srpnja 2015. (Wayback Machine) (tekst: Tonko Maroević)
- Večernji.hr – Petra Balija: »Umrla Marija Braut. 'Ja odoh, fotografije ostaju...'«
- Marija Braut Hrvatska tehnička enciklopedija, portal hrvatske tehničke baštine. LZMK